# Terblijt
 (février 2018).
Si vous disposez d'ouvrages ou d'articles de référence ou si vous connaissez des sites web de qualité traitant du thème abordé ici, merci de compléter l'article en donnant les références utiles à sa vérifiabilité et en les liant à la section « Notes et références ».
Terblijt (en limbourgeois : Terbliet) est un hameau néerlandais dans la commune de Fauquemont-sur-Gueule, dans la province du Limbourg néerlandais.

## Géographie
Terblijt est situé au sud de Berg. Avec Berg, Terblijt a formé une commune indépendante jusqu'en 1981 sous le nom de Berg en Terblijt. La superficie du territoire de Terblijt est de 1,73 km².

## Histoire
Pendant la Guerre de Quatre-Vingts Ans, le village a été complètement dévasté et la population décimée. En 1641, Terblijt ne comptait plus qu'un seul habitant de sexe masculin. Jusqu'en 1796 Terblijt était une seigneurie libre.